# Вільям Вевелл
Ві́льям Ве́велл (в оригінальній вимові — Г'юелл [ˈhjuːəl] (англ. William Whewell; 24 травня 1794, Ланкастер, Англія — 6 березня 1866, Кембридж, Англія) — англійський філософ, теолог, англіканський священник, історик науки, енциклопедист, універсальна людина.

## Біографія
Народився у сім'ї столяра Джона Вевелла (англ. John Whewell) та Елізабет Беннісон (англ. Elizabeth Bennison). Вільям був найстаршим із семи дітей у сім'ї, й планувалось, що він піде стежкою батька. Та він звернув на себе увагу шкільними успіхами у математиці, за що отримав стипендію, яка дозволила йому вчитися у кембриджському Триніті-коледжі. Там він теж проявив видатні математичні здібності (другий ренглер 1816 року). З 1817 року фелло (стипендіат) Триніті-коледжу. На цьому етапі Вевелл набув чимало друзів серед провідних науковців Кембриджа, включаючи Джона Гершеля, Чарлза Беббіджа, Джорджа Пікока та інших членів Аналітичного товариства. У 1818 році Вевелл був призначений викладачем математики та асистентом у Кембриджському університеті. Він став одним із засновників Кембриджського філософського товариства в 1819 році.
У той час, коли у Кембриджі тільки формувались принципи підходу до викладання математики, вироблені європейськими науковцями, Вевелл відіграв провідну роль у цій модернізації своїми підручниками «An Elementary Treatise on Mechanics» («Елементарний трактат про механіку») (1819) та «A Treatise on Dynamics» («Трактат про динаміку») (1823). Його праця 1819 року була першою роботою з прикладної математики англійською мовою, яка базувалась на континентальній математичній символіці, в той час як його друга публікація (1823) була роботою, що ґрунтувалась на використанні аналітичних прийомів, запроваджених французькими математиками.
У той час він потоваришував з молодшими від себе науковцями-математиками Кембриджа, такими як Аугустус де Морган та Вільям Ровен Гамільтон. Хоча Вевелл проявив себе великим ентузіастом французьких аналітичних методів у перших виданнях вищезгаданих двох підручників, слід зазначити, що з роками Вевевел став вважати, що відсутність геометричних методів перешкоджатиме інтуїтивному розумінню студентами, і в результаті він звузив аналітичні та розширив геометричні методи в наступних виданнях його книг. Він також опублікував «The Mechanical Euclid, containing the Elements of Mechanics and Hydrostatics demonstrated after the Manner of the Elements of Geometry» («Механічний Евклід, що містить елементи механіки та гідростатики, продемонстровані з використанням елементів геометрії») (1837), де він застосував чисто геометричні підходи.
До середини 1820-х років Вевелл викладав, проводив дослідження та публікувався у галузі математики. Однак згодом він почав проявляти ширші наукові інтереси публікаціями таких книг, як «Essay on Mineralogical Classification and Nomenclature» («Нарис мінералогічної класифікації та номенклатури» (1828), «Architectural Notes on German Churches, with Remarks on the Origin of Gothic Architecture» («Архітектурні записки про німецькі церкви», із зауваженнями про походження готичної архітектури) (1830), «Astronomy and General Physics» («Астрономія та загальна фізика») (1833), «History of the Inductive Sciences» (3 т.) («Історія індуктивних наук») (1837), «The Philosophy of the Inductive Sciences» (2 т.) («Філософія індуктивних наук») (1840). Це у свою чергу призвело до зміни його статусу в Кембриджі, він був призначений професором мінералогії у 1828 році та у 1838-му — професором моральної філософії.
Вевелл познайомився з Корделією Маршалл, дочкою британського бізнесмена Джона Маршалла і вони поженилися 12 жовтня 1841 року в Камберленді. П'ять днів по цьому Вевелл отримав листа від Прем'єр-міністра Роберта Піля, у якому було повідомлено, що Королева прийняла його рекомендацію щодо призначення Вевелла керуючим Триніті-коледжу (англ. Master of Trinity College). Відтоді цю посаду Вевелл обіймав до кінця свого життя. Він був також віце-канцлером Кембриджського університету в 1842 році і знову в 1855-му.
Останні роки життя Вевелла були сповнені смутку. Його дружина Корделія померла 18 грудня 1855 року після тривалої хвороби. Згодом, 1 липня 1858 року він одружився з Еверіною Френсіс Аффлек (англ. Lady Everina Frances Affleck), вдовою Гілберта Аффлека (англ. Sir Gilbert Affleck). Та померла 1 квітня 1865 року.
24 лютого 1866 року Вевелл під час поїздки за межами Кембриджа Вільям Вевелл травмувався при падінні з коня. Його привезли до Триніті-коледжу на колясці та він виявився спаралізованим. Він помер у своїй кімнаті у коледжі 6 березня, останнє його прохання було відслонити штори, щоб він міг востаннє оглянути велике подвір'я Триніті-коледжу.

## Внесок у науку
Вевелл залишив по собі величезну кількість наукових праць, що охоплюють різні галузі науки.
До суттєвого внеску Вевелла у науку належать праці в галузі індукції та розроблення теорії індукції. В етиці він опонував Джону Міллю, представнику англійського емпіризму.
Вевелл консультував Фарадея, котрому допомагав створювати нові наукові терміни «іон», «анод», «катод» та ін. Вевеллом вперше були уведені англомовні терміни «наука» — англ. science і «науковець» — англ. scientist (у праці «Філософія індуктивних наук», 1840 рік): «…нам вкрай потрібно підібрати назву для тих, хто займається наукою взагалі. Я схильний називати його науковцем». Аналоги цього слова увійшли до багатьох мов світу.

## Відзнаки та вшанування пам'яті
У 1820 році був обраний членом Лондонського королівського товариства. У 1837 році нагороджений Королівською медаллю.
Іноземний почесний член Американської академії мистецтв і наук з 1847 року
У 1935 році Міжнародний астрономічний союз присвоїв ім'я Вільяма Вевелла кратеру на видимому боці Місяця.

## Список публікацій
- (1831) Review of J. Herschel's Preliminary discourse on the study of Natural Philosophy. The Quarterly Review. 45 (90): 374—407. July 1831. Архів оригіналу за 3 лютого 2019. Процитовано 30 вересня 2019.
- (1833) Astronomy and general physics considered with reference to Natural Theology (Bridgewater Treatise). Cambridge.
- (1836) Elementary Treatise on Mechanics, 5th edition, first edition 1819.
- (1837) History of the Inductive Sciences, from the Earliest to the Present Times [Архівовано 8 листопада 2018 у Wayback Machine.]. 3 vols, London. Volume 1, volume 2, volume 3. 2nd ed 1847 (2 vols). 3rd ed 1857 (2 vols). 1st German ed 1840–41.
- (1837) On the Principles of English University Education [Архівовано 19 листопада 2018 у Wayback Machine.]. London, 1837.[13]
- (1840) The Philosophy of the Inductive Sciences, founded upon their history. 2 vols, London. 2nd ed 1847. Volume 1 [Архівовано 24 травня 2021 у Wayback Machine.]. Volume 2.
- (1845) The Elements of Morality, including polity. 2 vols, London. Volume 1 Volume 2.
- (1846) Lectures on systematic Morality. London.
- (1849) Of Induction, with especial reference to Mr. J. Stuart Mill's System of Logic. London.
- (1850) Mathematical exposition of some doctrines of political economy: second memoir. Transactions of the Cambridge Philosophical Society 9:128–49.
- (1852) Lectures on the history of Moral Philosophy. Cambridge: Cambridge University Press.
- (1853) Hugonis Grotii de jure belli et pacis libri tres: accompanied by an abridged translation by William Whewell, London: John W. Parker, volume 1, volume 2, volume 3.
- (1853) Of the Plurality of Worlds. London.
- (1857) Spedding's complete edition of the works of Bacon. Edinburgh Review 106:287–322.
- (1858a) The history of scientific ideas. 2 vols, London.
- (1858b) Novum Organon renovatum, London.
- (1860a) On the philosophy of discovery: chapters historical and critical [Архівовано 1 грудня 2020 у Wayback Machine.]. London.
- (1861) Plato's Republic (translation). Cambridge.
- (1862) Six Lectures on Political Economy, Cambridge.
- (1862) Additional Lectures on the History of Moral Philosophy [Архівовано 24 травня 2021 у Wayback Machine.], Cambridge.
- (1866) Comte and Positivism. Macmillan's Magazine 13:353–62.